# (9168) Sarov
(9168) Sarov es un asteroide perteneciente al cinturón de asteroides, descubierto el 18 de septiembre de 1987 por la astrónoma soviética Liudmila Chernyj desde el Observatorio Astrofísico de Crimea.

## Designación y nombre
Designado provisionalmente como 1987 ST17. Fue nombrado Sarov en homenaje a Sarov, municipio de la óblast de Nizhni Nóvgorod, en Rusia.